# Takhtajaniantha crispa
Takhtajaniantha crispa (ще відома як зміячка кучерява = Scorzonera crispa) — вид квіткових рослин з родини айстрових (Asteraceae).

## Біоморфологічна характеристика
Це багаторічна рослина 5—25 см заввишки. Прикореневі листки по краю кучеряво-хвилясті, зазвичай вздовж складені, сизі, мечеподібно вигнуті. Обгортка гола. Квітки жовті, у 2.5 рази перевищують обгортку. Сім'янки голі або майже голі.

## Поширення
Країни поширення: Казахстан, Україна.
В Україні вид росте на кам'янистих, вапнякових схилах, скелях, особливо часто на яйлі — у гірському Криму.